# Митрофаново (Кикнурский район)
Митрофаново — деревня в Кикнурском районе Кировской области.

## География
Находится на расстоянии примерно 12 км по прямой на юг от райцентра поселка  Кикнур.

## История
Известна с 1891 года как Цекеевская или Митрофаново. В 1905 году учтено здесь дворов 29 и жителей 139, в 1926 37 и 163 (мари 148), в 1950 32 и 154. В 1989 году проживало  95 человек. Настоящее название закрепилось с 1939 года. До января 2020 года входила в Кикнурское сельское поселение до его упразднения.

## Население
Постоянное население  составляло 76 человек (мари 100%) в 2002 году, 47 в 2010.